# 나카다정 (미야기현)
나카타정(中田町)은 일본 미야기현 북동부, 이와테현과 경계에 있던 정이다. 2005년 4월 1일에 합병에 의해 도미시가 되었다.

## 역사
- 1889년 4월 1일 - 시정촌제 실시와 함께 도메군 이시모리촌, 다카라에촌, 우와누마촌, 아사미즈촌이 성립하였다.
- 1912년 5월 15일 - 이시모리촌이 정으로 승격하였다.
- 1956년 4월 1일 - 이시모리정, 다카라에촌, 우와누마촌, 아사미즈촌과 합병해 나카다정이 되었다.
- 2005년 4월 1일 - 노보리메군 내 각 정 및 혼요시군 쓰야마 정과 합병해 도메시가 되었다.

## 행정
마지막 정장 : 미우라 고로 (2004년 4월 - )

## 교통

### 도로
- 국도 342호선
- 국도 346호선
- 국도 398호선